# Centro Noroeste de Estados Unidos
El Centro Noroeste de Estados Unidos es una de las nueve divisiones de los Estados Unidos reconocidas por la Oficina del Censo de los Estados Unidos.
La división está formada por siete estados: Iowa, Kansas, Minnesota, Misuri, Nebraska, Dakota del Norte y Dakota del Sur, y constituye la mitad occidental de la región del Medio Oeste, mientras que la mitad oriental está formada por los estados de Illinois, Indiana, Míchigan, Ohio y Wisconsin, y es conocida como Centro Noreste. El río Misisipi marca la frontera entre ambas divisiones geográficas. Alabama, Arkansas, Dakota del Norte (este), Dakota del Sur (este), Illinois, Iowa, Kansas, Kentucky (oeste), Luisiana, Minnesota, Misisipi, Misuri, Nebraska (este), Oklahoma, Tennessee (oeste), Texas, Wisconsin.
Mientras que el Centro Noreste es visto como sinónimo del Rust Belt por la mayoría de estadounidenses, el Centro Noroeste está considerado como el corazón del "Farm Belt". Casi todo el territorio comprendido dentro de la división Noroeste Central forma parte de lo que Joel Garreau llamó "The Breadbasket" en su libro Las nueve naciones de América del Norte de 1981, y que James Patterson y Peter Kim catalogaron como "Granero" en su obra El día en el que América contó la verdad (la única excepción es el sur de Misuri, situado en Dixie por Garreau y Old Dixie por Patterson y Kim). Otro nombre que popularmente se aplica a la división es "Centro Agrícola" o simplemente "Centro".
A principios de la década de 1990, la división tuvo la mayor tasa de desempleo de los Estados Unidos (especialmente en sus múltiples ciudades universitarias), y también ha sido conocida por su abundante oferta de viviendas asequibles.

## Demografía
Según el censo de 2000, el Centro Noroeste tiene una población de 19.237.739. En 2005 creció hasta 19.815.497, un 3% más. La división abarca 1.315.489 km² de tierra, y tiene una densidad media de población de 37.88 habitantes por milla cuadrada.
| Estado           | Población (2009) | Superficie  | Densidad de población |
| ---------------- | ---------------- | ----------- | --------------------- |
| Iowa             | 3.007.856 (3º)   | 56.272 (7º) | 53.5 (3º)             |
| Kansas           | 2.818.747 (4º)   | 82.277 (2º) | 33.9 (4º)             |
| Minnesota        | 5.266.214 (2º)   | 87.014 (1º) | 65.3 (2º)             |
| Misuri           | 5.987.580 (1º)   | 68.886 (6º) | 85.3 (1º)             |
| Nebraska         | 1.796.619 (5º)   | 76.872 (3º) | 23.1 (5º)             |
| Dakota del Norte | 646.844 (7º)     | 68.976 (5º) | 9.3 (7º)              |
| Dakota del Sur   | 812.383 (6º)     | 75.886 (4º) | 10.5 (6º)             |

|    | Ciudad                      | Población (2008) |
| -- | --------------------------- | ---------------- |
| 1  | Kansas City, Misuri         | 480.129          |
| 2  | Omaha, Nebraska             | 438.646          |
| 3  | Minneapolis, Minnesota      | 382.605          |
| 4  | Wichita, Kansas             | 366.046          |
| 5  | San Luis, Misuri            | 354.361          |
| 6  | St. Paul, Minnesota         | 279.590          |
| 7  | Lincoln, Nebraska           | 251.624          |
| 8  | Des Moines, Iowa            | 197.052          |
| 9  | Overland Park, Kansas       | 171.231          |
| 10 | Springfield, Misuri         | 156.206          |
| 11 | Sioux Falls, Dakota del Sur | 154.997          |
| 12 | Kansas City, Kansas         | 142.562          |
| 13 | Cedar Rapids, Iowa          | 128.056          |
| 14 | Topeka, Kansas              | 123.446          |
| 15 | Independence, Misuri        | 121.212          |
| 16 | Olathe, Kansas              | 119.993          |
| 17 | Rochester, Minnesota        | 101.659          |
| 18 | Davenport, Iowa             | 100.827          |
| 19 | Columbia, Misuri            | 100.733          |
| 20 | Fargo, Dakota del Norte     | 99.200           |
| 21 | Lawrence, Kansas            | 90.520           |
| 22 | Duluth, Minnesota           | 84.397           |
| 23 | Lee's Summit, Misuri        | 84.208           |
| 24 | Sioux City, Iowa            | 82.807           |
| 25 | Bloomington, Minnesota      | 81.280           |
| 26 | St. Joseph, Misuri          | 76.197           |
| 27 | Brooklyn Park, Minnesota    | 71.308           |
| 28 | Plymouth, Minnesota         | 71.486           |
| 29 | Waterloo, Iowa              | 66.662           |
| 30 | Eagan, Minnesota            | 63.751           |

| 1  | Twin Cities, MN (Minneapolis) | 3.269.814 |
| 2  | St. Louis, MO-IL              | 2.828.990 |
| 3  | Kansas City, MO-KS            | 2.067.585 |
| 4  | Omaha, NE-IA                  | 849.517   |
| 5  | Wichita, KS                   | 612.683   |
| 6  | Des Moines, IA                | 546.599   |
| 7  | Quad Cities IA-IL (Davenport) | 376.160   |
| 8  | Lincoln, NE                   | 292.219   |
| 9  | Duluth, MN-WI                 | 274.308   |
| 10 | Cedar Rapids, IA              | 252.784   |

- Datos: Q2524187